# Palacio de Bellas Artes (Manizales)
El Palacio de Bellas Artes es una de las sedes de la Universidad de Caldas. Está ubicado sobre la avenida 12 de Octubre, cerca del Parque de las Aguas Olaya Herrera de la ciudad de Manizales, Colombia. En 1995 fue declarado monumento nacional.

## Historia

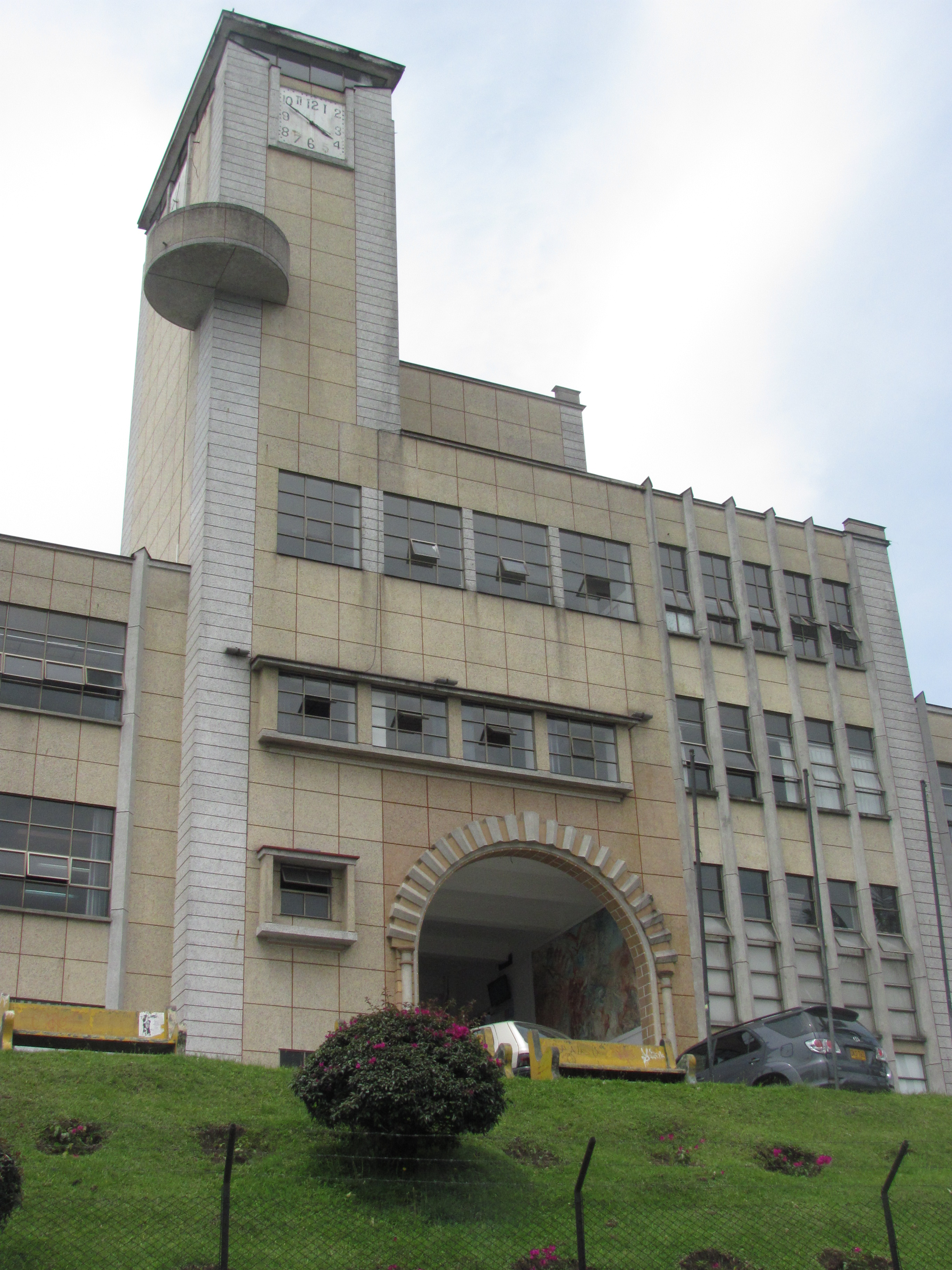
Parte central del palacio.

### Antecedentes
La idea de un Conservatorio Musical y Escuela de Bellas Artes en la ciudad se estaba dando, la cual es fundada en noviembre de 1931 por los
maestros Gonzalo Quintero C, José Manuel C ardona quienes fueron sus primeros directores, participó también Alberto Arango Uribe, en pequeñas propiedades en distintas partes de la ciudad, hasta que en 1940 se funda el Conservatorio de Música, siendo su primer director el Maestro Gonzalo Hincapié; integrándose las dos instituciones para que en abril del mismo año se inicie la propuesta de construir un Palacio de Bellas Artes. 
Oportunidad que aprovecharon poetas, literatos e intelectuales, que recurrieron a la conformación de la Legión Pro-cultura la cual tendría iniciativas sociales con el objeto de recoger fondos para darle bases a la obra del Conservatorio de Música y Escuela de Bellas Artes, apoyada desde un comienzo
con la visita hecha a la ciudad en 1936 por el Círculo de los Amigos del Arte y de Carlos Pineda, director del Club Belalcázar de Cali. A los pocos años se comenzó a promover la idea de tener una sede propia dados los éxitos que la empresa iba tomando a través de las semana Pro-Palacio de Bellas Artes, que se celebraba cada año en el mes de agosto, un buen número de alumnos, el círculo de intelectuales que reunía, las exposiciones que propiciaban críticas y comentarios y el interés que había empezado a despertar el dibujo, azuzado por el padre Nacianceno Hoyos.
En el año de 1941 el Maestro Gonzalo Quintero C, presentó una propuesta para la nueva sede del palacio, la cual fue profusamente divulgada, este proyecto no se llevó a cabo.

### El Palacio
El 15 de abril de 1943 se abrió oficialmente el concurso para el Palacio de Bellas Artes y un mes más tarde se declaró ganador el único proyecto presentado, el del Ingeniero José María Gómez Mejía siendo su obra más significativa, fue ubicado en el costado Norte de la Plaza Olaya Herrera y concluido en 1951; inicialmente fue entregado a la Facultad de Ingeniería Civil de la Universidad Nacional de Colombia y luego de las protestas lo ocupó en forma definitiva el Conservatorio de Música y Bellas Artes; de la Universidad de Caldas, el edificio fue declarado Monumento Nacional de Colombia por resolución D. 18.02- 19.10.95 C.M.N. de la Arquitectura Moderna en Colombia.

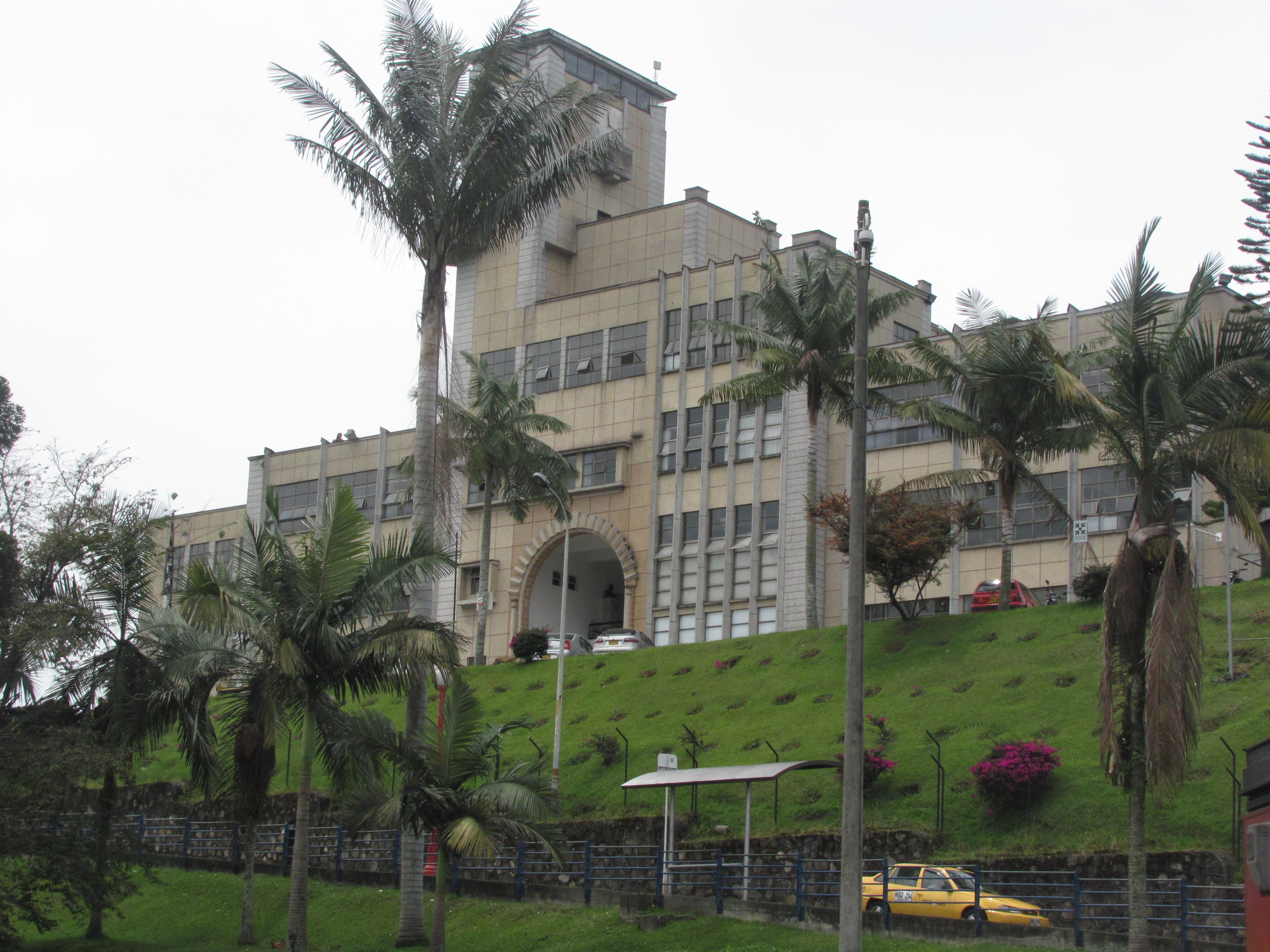
Fachada principal.
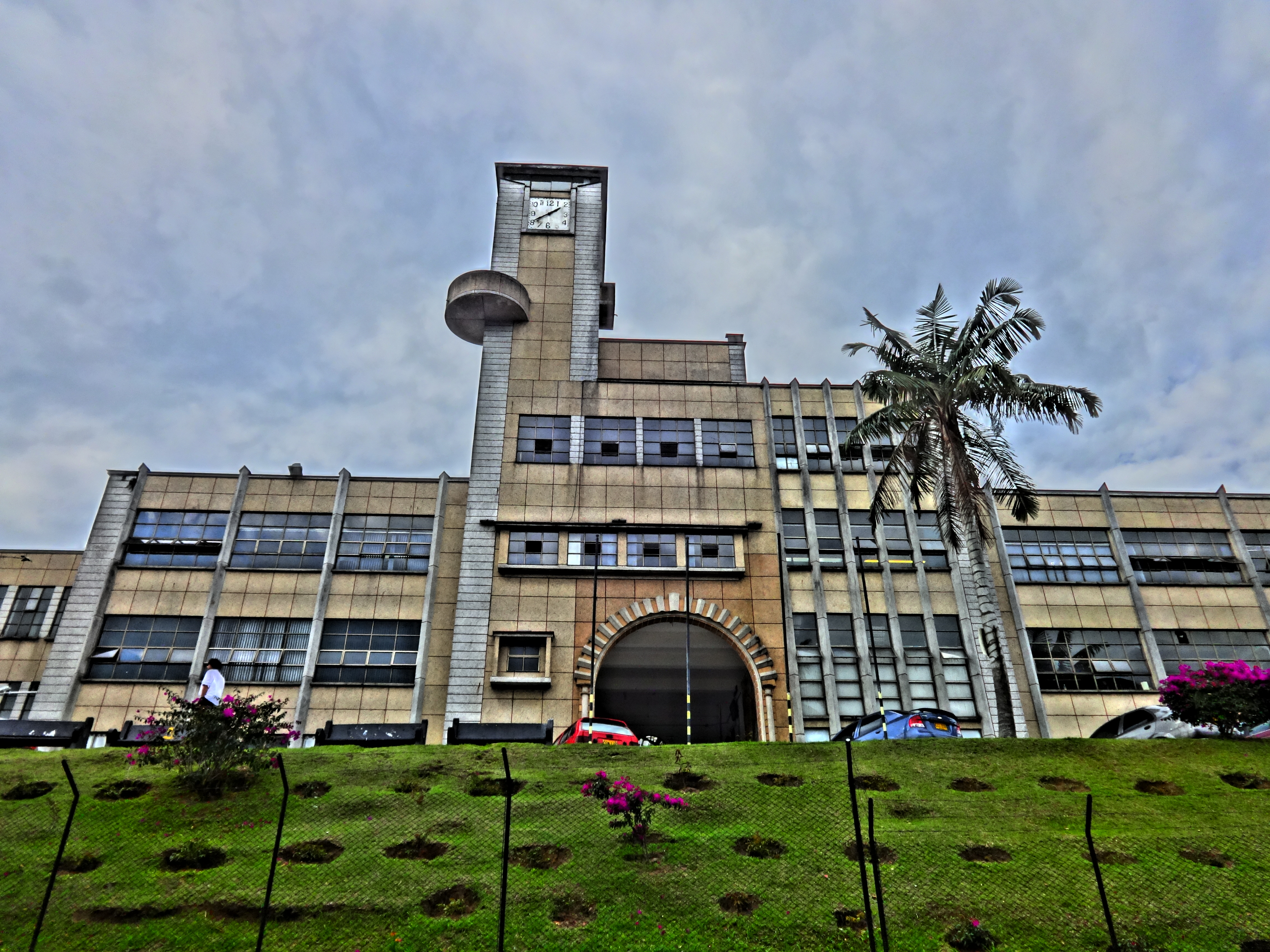
Fachada principal.
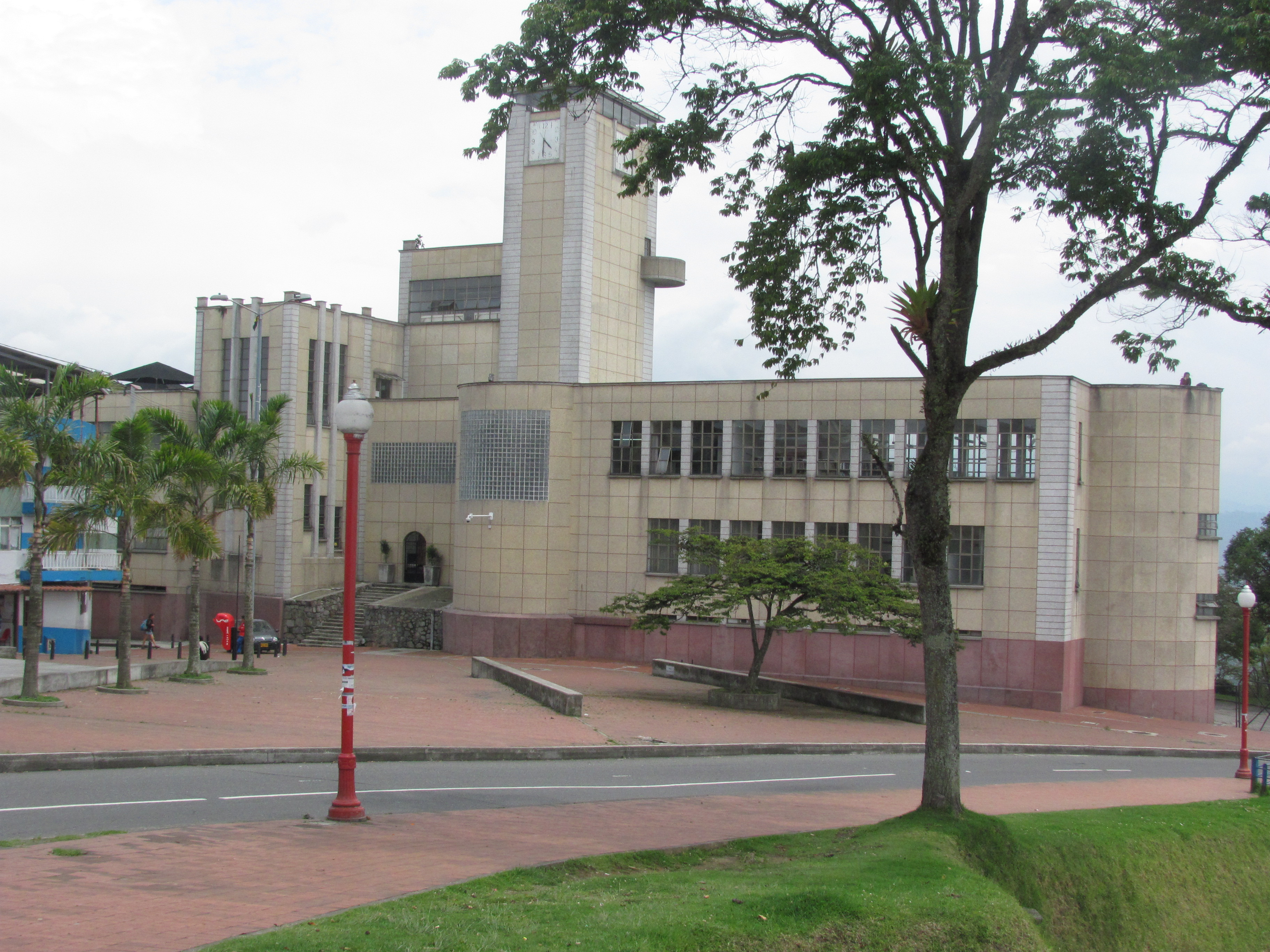
Fachada posterior.
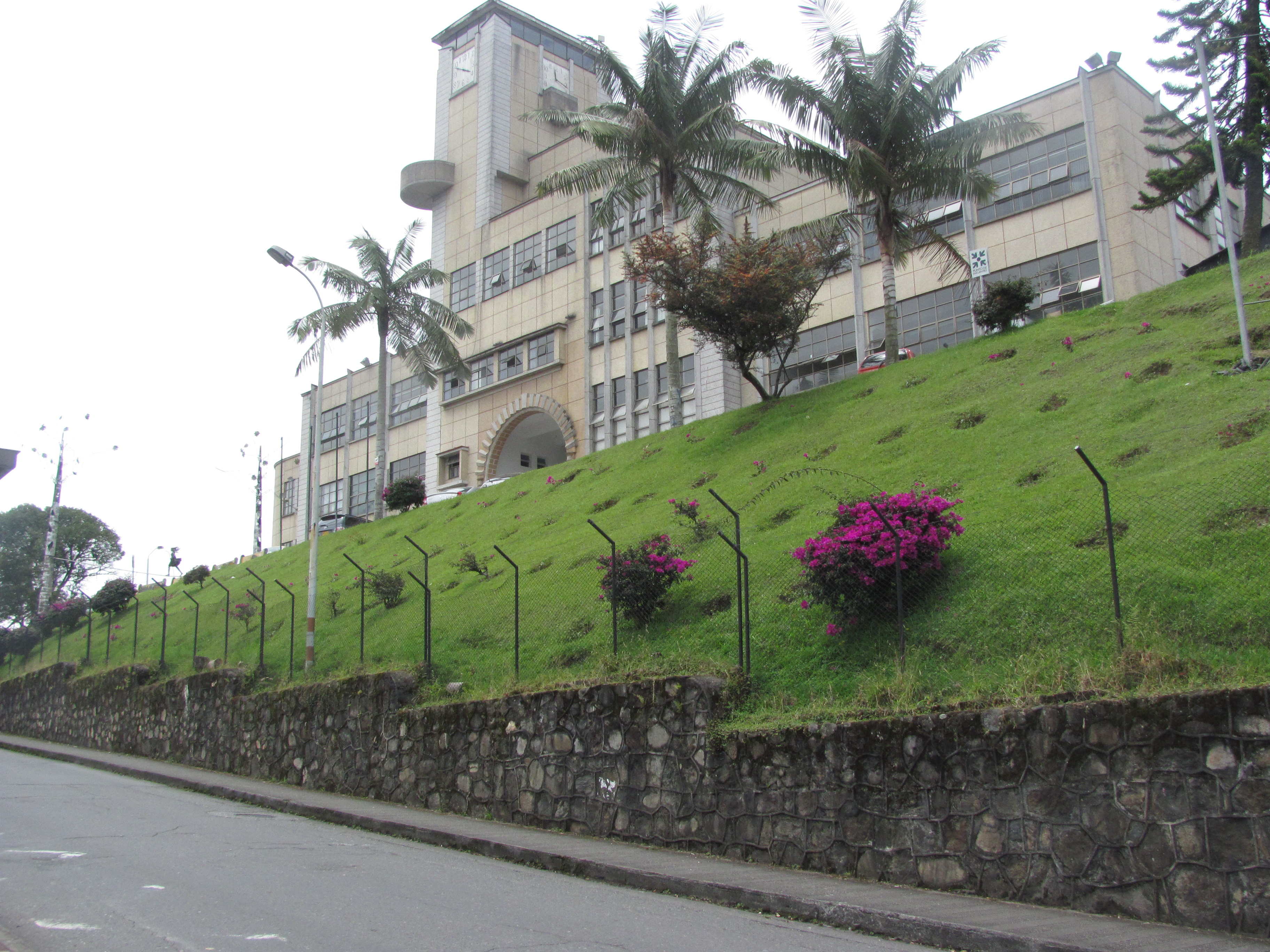
El palacio visto en el ascenso desde la Parque de las aguas.